# Javier Alva Orlandini
Pour les articles homonymes, voir Alva et Orlandini.
Alva  Orlandini est un nom espagnol. Le premier nom de famille, en général paternel, est Alva ; le second, en général maternel, souvent omis, est Orlandini.
Javier Alva Orlandini, né le 11 décembre 1927 dans la province de Cajamarca et mort le 1er juin 2020 à Lima, est un avocat et homme politique péruvien, second vice-président du Pérou (es) de 1980 à 1985, durant le second mandat de Fernando Belaúnde Terry. Élu pour la première au Congrès péruvien en 1963 et y reste jusqu'en 1968, mandat durant lequel il est ministre du Gouvernement et de la Police (es) en 1965-1966. Il est réélu au Congrès lors du retour de Terry en 1980 en tant que sénateur, jusqu'en 1985. Il est président du Sénat en 1981-1982. Alva est de retour au Congrès de 1995 à 2001, avec une brève interruption en juillet 2000, dû à la dissolution du congrès par Alberto Fujimori. De 2002 à 2005, il est président du Tribunal constitutionnel, puis n'occupe aucune fonction parlementaire jusqu'à sa mort en 2020. Entre-temps, il est président de son parti, l'Action populaire de 2009 à 2014.

## Biographie

### Jeunesse et études
Javier Alva Orlandini naît le 11 décembre 1927 de José Felipe Alva y Alva, poète avocat et sénateur de la circonscription de Cajamarca entre 1945 et 1948, et de Blanca Orlandini.
Il effectue ses études primaires dans sa ville natale, puis déménage à Trujillo, où il étudie au Collège séminaire San Carlos y San Marcelo (es) de 1941 à 1945 pour compléter ses études secondaires. En 1946, il intègre l'université nationale principale de San Marcos dans la capitale péruvienne et réalise des études en droit et en économie. Il reçoit son baccalauréat en droit le 16 janvier 1953 avec sa thèse El pacto de preferencia rédigée en 1952 et est appelé au barreau.
Alors qu'il est étudiant, il manifeste contre la dictature de Manuel A. Odría et est président de l'Association nationale des étudiants en droit en 1952. Pour sa participation politique, il est emprisonné à El Frontón pendant trois mois.

### Carrière politique

#### Débuts en politique
Il fonde et est le premier président du Front national des jeunesses démocratiques (es) en 1955. Le mouvement est à l'origine de la candidature de Fernando Belaúnde Terry aux élections de 1956 (en), desquelles il sort deuxième. De ce groupe émerge le parti Action populaire (AP), qui tient son premier congrès en 1957. Alva en est élu membre et en 1958, il est tâché de rédiger les plans d'un projet de loi qui sera proposé au Sénat. Il est par la suite nommé secrétaire des Affaires électorales (1959), puis secrétaire général (1961).
Durant les élections de 1962 (en), il dénonce les anormalités des procédures, mais est réprimé par l'armée.

#### Première élection au Congrès
Aux élections générales de 1963, sous la bannière d'Action populaire, il est élu député pour Lima (es). Il propose notamment durant son premier mandat le projet de la Loi des Élections municipales.

#### Nommé ministre du Gouvernement et de la Police
En novembre 1965, il est nommé par Belaúnde au poste de ministre du Gouvernement et de la Police, en remplacement d'Octavio Mongrut (es).
Il est pointé du doigt par le Congrès en octobre 1966 après qu'une manifestation à la mine de Toquepala s'escalade entre les protestataires et la police, résultant en un mort. De plus, le député de l'APRA Félix Loli Cepero l'accuse de mener une campagne destinée à la fraude électorale.
Le 24 octobre, Alva comparaît devant la Chambre des députés et expose sa défense pendant seize heures. Il finit son discours avec : « Je considère que le vote de défiance de ce faux Parlement est une récompense pour un homme de l'exécutif ». Le Congrès le censure à 61 voix pour et 29 contre, avec aucune abstention.
En février 1967, l'ancien ministre est suspendu pendant quinze jours pour avoir critiqué la coalition APRA-UNO. De retour au Congrès, son mandat s'interrompt avec le coup d'État effectué par Juan Velasco Alvarado en 1968,.

#### Exil politique
Alors que Velasco est président, Alva se consacre à son métier d'avocat, tout en maintenant une activité minimale avec son parti. Le 1er juin 1974, il est détenu par des agents de l'État et est emmené à l'aéroport international Jorge Chávez pour être déporté vers Buenos Aires, mais refuse de monter dans l'avion. S'ensuit une lutte avec les agents qui se solde par sa déportation par voie terrestre vers la Bolivie, puisque le capitaine de l'avion a refusé de l'embarquer. Il reste à La Paz quelques jours, puis retourne clandestinement à Lima, mais est reconnu puis renvoyé à La Paz. De là, il rejoint Buenos Aires, puis Guayaquil en Équateur, pour rejoindre le Pérou par le nord par voie terrestre.
Le 2 septembre 1975, le gouvernement (es) de Francisco Morales Bermúdez prononce une amnistie aux déportés politiques, leur laissant retourner au pays. Cela signifie alors la fin de son séjour illégal au Pérou, puisqu'Alva était déjà au Pérou depuis quinze mois. En mai 1976 se tient le 8e congrès d'Action populaire, pendant lequel Alva est élu secrétaire général, poste qu'il tient jusqu'en 1979.

#### Vice-président de la République
Aux élections de 1980, Alva organise la campagne électorale de Belaúnde, et est son colistier dans liste électorale d'Action populaire. Belaúnde remporte les élections, et de ce fait, Alva devient second vice-président. Il est aussi élu sénateur pour Lima.
Avec Fernando Schwalb (en), 1er vice-président, il prête serment devant le Congrès le 28 juillet. Le 26 juillet 1981, il est investi président du Sénat. De 1982 à 1985, il redevient secrétaire général de son parti.

#### Campagne de 1985
Action populaire choisit Javier Alva Orlandini comme candidat à la présidentielle pour 1985, avec Manuel Ulloa Elías pour 1er vice-président et Sandro Mariátegui Chiappe pour 2e. Son parti finit quatrième, avec un peu plus de 7 % des voix ; il n'est donc pas éligible pour le second tour, qui est finalement gagné par Alan García.

#### Sénateur pour un second mandat
Avec 55 455 votes, l'ancien vice-président remporte un siège au Sénat aux élections de 1990 sous la bannière du front démocratique, coalition qui comprend l'AP. Durant ce mandat, il préside la commission spéciale pour le renouvellement du Code pénal et du Code de la procédure civile.
Le 2 avril 1992, le président Alberto Fujimori effectue un auto-coup d'État et Alva perd son siège. Il devient alors un fervient critique du Fujimorisme.

#### Vie politique auXXIesiècle
Javier Alva Orlandini réussit à obtenir un siège au Congrès après les élections de 1995 avec l'AP avec 7 791 votes. Il participe à la commission tâchée de rédiger la Loi générale sur les sociétés et celle sur les valeurs mobilières. Son mandat termine en juillet 2000.
En novembre de la même année, après la démission et fuite de Fujimori ayant eu lieu après une élection très contestée et le dévoilement d'actes de corruption de son bras droit Vladimir Montesinos, Valentín Paniagua devient président provisoire, et Javier prend son poste de congressiste jusqu'aux nouvelles élections en 2001.
En mai 2002, Alva est élu au Tribunal constitutionnel et en devient son président de décembre 2002 à décembre 2005. Il reste magistrat jusqu'en 2007. De 2009 à 2014, il est président de son parti, Action populaire.

### Dernières années et décès
Javier Alva Orlandini meurt à Lima le 1er juin 2020 à l'âge de 92 ans.
Il est fait officier, puis grand-croix de l'Ordre du Soleil du Pérou et a reçu la médaille d'honneur du Congrès de la République. Il détient aussi des décorations de l'Argentine, du Brésil, de l'Équateur et de la Corée du Sud.

## Publications
- (es) Respuesta a la dictadura, Minerva Editorial, 1978, 210 pages, (OCLC 4281868) ;
- (es) Yo Ministro, Editora Zeus, 1993, 298 pages, (OCLC 78323849) ;
- (es) Ayer, hoy y mañana, Editora Zeus, 1993, 336 pages, (OCLC 502524859) ;
- (es) El Círculo vicioso, Editora Zeus, 1993, 353 pages, (OCLC 34124902) ;
- (es) Palabra de honor, 1994 ;
- (es) Sí, Juro, 1994, 291 pages, [lire en ligne] ;
- (es) La acción de inconstitucionalidad en el Perú: la jurisprudencia del Tribunal constitucional peruano, Editora Gráfica, 2004, 1297 pages ;
- (es) Memoria del Presidente del Tribunal Constitucional, 2002-2004, Oficina de Imagen Institucional, 2004, 77 pages, [lire en ligne] ;
- (es) Memoria del Presidente del Tribunal Constitucional, 2004-2005, Oficina de Imagen Institucional, 2005, 103 pages, [lire en ligne] ;
- (es) Una voz en las tinieblas, université Alas Peruanas, 2007, 376 pages,  (ISBN 978-9972-210-32-7) ;
- (es) Procesos constitucionales: los diez fundamentos, université Alas Peruanas (es), 2011, 692 pages,  (ISBN 978-6124-097-09-6).